# Trihori
Le trihori (trihory ou triory) est une danse traditionnelle de Basse-Bretagne, en vogue aux XVe et XVIe siècles. Elle se danse à trois ou en trois parties (d'où son nom) sur une mesure binaire et s'apparente au branle double.
Dans son Orchésographie (1589), Thoinot Arbeau décrit le Triory ou passepied de Bretagne comme suit :
- temps 1-4 : double à gauche (pied gauche à gauche, pied droit approché, pied gauche à gauche, pied en l'air gauche)
- temps 5 : saut pieds joints à gauche
- temps 6 : pied en l'air gauche
- temps 7 : pied en l'air droit
- temps 8 : pied en l'air gauche

Le trihori aurait connu une courte existence, disparaissant au siècle suivant. Mais Jean-Michel Guilcher, dans La tradition populaire de danse en Basse-Bretagne (1963) voit dans la dañs tro une survivance du trihori : d'abord les appuis correspondent dans cette forme de gavotte bretonne, ensuite l'étymologie est proche. L'ancien nom latin du trihori (saltatio trichorica) s'apparente plus que certainement au tri c'hoari breton, devenu dañs tro.